# 列别捷夫精密机械与计算技术研究所
列别捷夫精密机械与计算技术研究所（俄语：Институт точной механики и вычислительной техники имени С. А. Лебедева РАН）是俄罗斯的一个研究机构，以苏联计算机科学家谢尔盖·阿列克谢耶维奇·列别捷夫的名字命名。曾经隶属于苏联科学院，即苏联科学院精密机械与计算技术研究所，研究领域涉及国家安全计算机系统、数字通信软件与硬件、控制与训练多媒体系统、定位与导航系统，2009年8月，该机构改制为股份公司。